# Tomogenius ripicola
Tomogenius ripicola är en skalbaggsart som först beskrevs av Sylvain Auguste de Marseul 1870.  Tomogenius ripicola ingår i släktet Tomogenius och familjen stumpbaggar. Inga underarter finns listade i Catalogue of Life.